# A.k.a. I-D-I-O-T
a.k.a. I-D-I-O-T es un EP lanzado por la banda de garage rock sueca The Hives en 1998.
La canción «a.k.a. I-D-I-O-T» fue lanzada por primera vez en el álbum debut de la banda, Barely Legal, y fue lanzada de nuevo en el álbum compilatorio de grandes hits Your New Favourite Band. 

## Lista de canciones
1. «a.k.a. I-D-I-O-T»
2. «Outsmarted»
3. «Untutored Youth»
4. «Fever»
5. «Mad Man»
6. «Numbers»